# Hugo II de Montgomery
Hugo II de Montgomery también Hugo de Shrewsbury (m. 31 de julio de 1098), fue un noble anglonormando, segundo conde de Shrewsbury. Hijo de Roger II de Montgomery, primer conde de Shrewsbury, y Mabel de Bellême. Como era habitual en la primera generación posterior a la conquista normanda de Inglaterra, heredó la mayor parte de las posesiones inglesas de su padre, mientras que su hermano mayor, Roberto II de Bellême, tercer conde de Shrewsbury, heredó las posesiones en Normandía.

## Gales
Durante los cuatro años como conde de Shrewsbury, pasó la mayor parte del tiempo en las Marcas Galesas luchando contra los galeses que le llamaban Hugh Goch (cabeza roja). En 1098, unió fuerzas con Hugo de Avranches, primer conde de Chester, para intentar recuperar Anglesey, perdida por Hugo (Avranches) en la revuelta galesa de 1094. Murió en Gales mientras repelía una incursión del rey Magnus III de Noruega en el extremo oriental del estrecho de Menai, el conde Hugo se opuso activamente a su desembarco, llegando incluso a adentrarse en el agua para enfrentarse al ejército. Fue abatido por una flecha, que según la leyenda fue disparada por el propio Magnus y le atravesó un ojo. El conde cayó del caballo y fue arrastrado por la marea baja. Su cuerpo no fue encontrado hasta diecisiete días después. Fue sepultado en la abadía de Shrewsbury, junto a su padre.

## Herencia
Hugo nunca se casó, y aunque es probable que pretendiera que su hermano menor, Arnulfo de Pembroke, fuera su heredero, sus propiedades fueron heredadas por su hermano mayor, Roberto II de Bellême.